# Cronologia delle elettrificazioni a corrente continua a 3000 volt della rete delle Ferrovie dello Stato italiane

La locomotiva FS E.626.001, dal 1931 E.626.009, probabilmente l'unica unità del gruppo in servizio in quel momento, ripresa nella stazione di Benevento (tratta Foggia-Benevento della ferrovia Foggia-Napoli) nel settembre 1927 durante una corsa di prova.

La tabella riepiloga la cronologia delle elettrificazioni col sistema a corrente continua a 3 000 volt della rete delle Ferrovie dello Stato italiane, iniziate, dopo lunghi e aspri dibattiti tecnologici, economici e politici, tra il 1927 ed il 1928, sulla tratta Foggia-Benevento della linea Foggia-Napoli.
L'elettrificazione della rete ferroviaria statale italiana ebbe inizio con le sperimentazioni stabilite dalla commissione Nicoli-Grismayer. Le linee esercite con il sistema a corrente continua a terza rotaia e quelle su cui era in uso il sistema a corrente alternata trifase a frequenza speciale ferroviaria - 15 Hz, poi 16+2/3 Hz (ovvero 16,6 Hz) - a seguito dei migliori risultati d'esercizio conseguiti dal sistema a corrente continua a 3 kV, vennero successivamente convertite a quest'ultimo, diventato il sistema prevalente della rete ferroviaria italiana, nonché l'unico fino alla costruzione, negli anni 2000, delle linee dedicate all'alta velocità, elettrificate con il sistema a corrente alternata monofase con tensione di 25 kV e frequenza di 50 Hz.

## Generalità

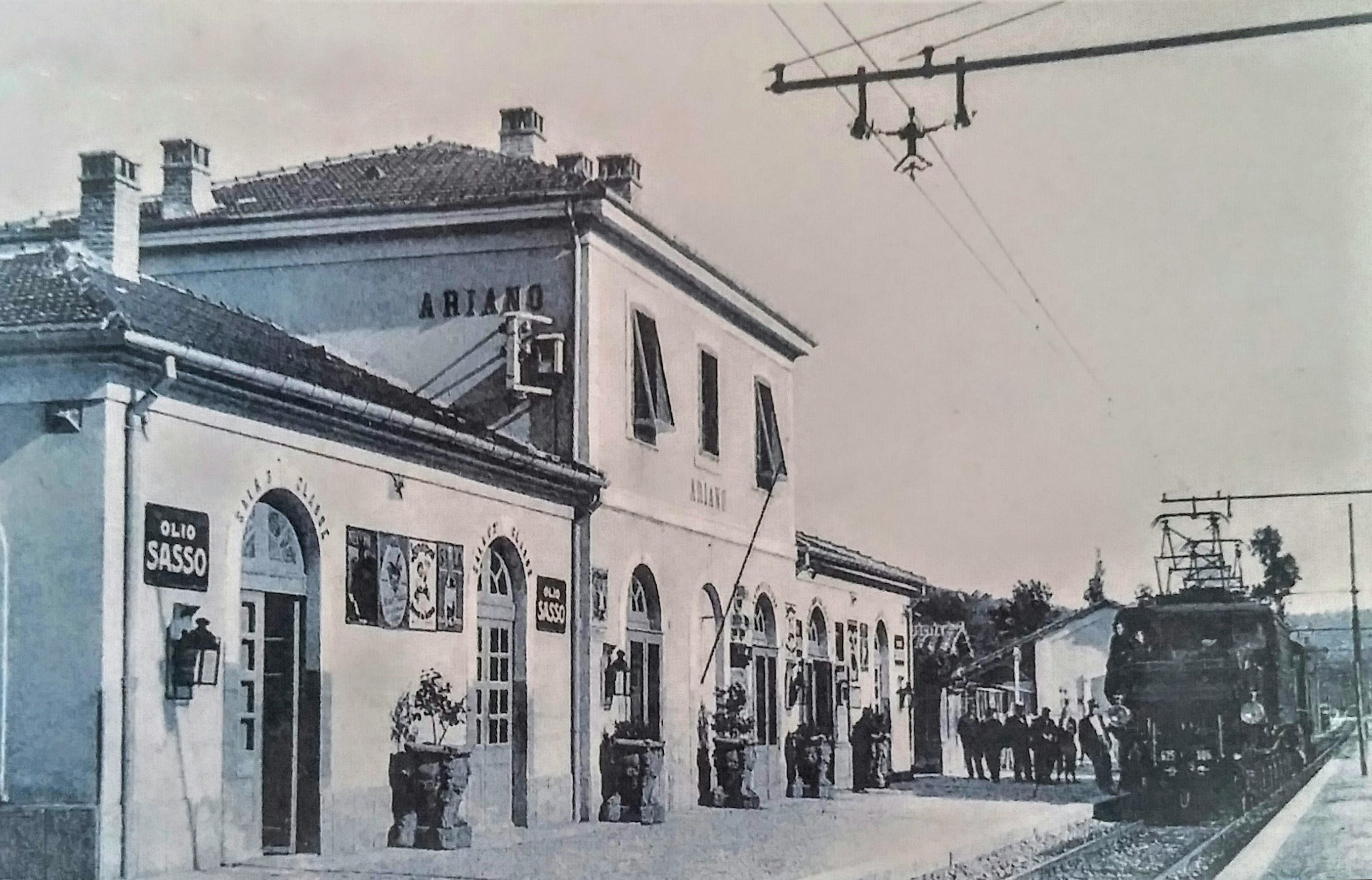
La stazione di Ariano di Puglia (sulla tratta Foggia-Benevento) tra il 1927 e il 1930, prima che il terremoto del Vulture causasse il crollo del piano rialzato dell'edificio di stazione, mai ricostruito. La sospensione della linea di contatto è quella originale, progettata dal Servizio Lavori e Costruzioni delle Ferrovie dello Stato basandosi su quella del preesistente sistema a corrente alternata trifase. Il treno è trainato da una delle 14 locomotive prototipo del gruppo FS E.626 (probabilmente l'unità E.626.006).

I dati sono stati desunti dalle fonti citate nella bibliografia, che fanno riferimento esplicito alle fonti primarie ufficiali. Le lacune e le divergenze tra le fonti sono segnalate nelle note. Abbreviazioni: corrente alternata (c.a.), corrente continua (c.c.).
Si tenga presente che, a seguito delle direttive europee, l'infrastruttura ferroviaria dal 2001 è di proprietà del gestore dell'infrastruttura, che per la rete FS è Rete Ferroviaria Italiana.
Per il passaggio dalla trazione a vapore e dalla trazione endotermica alla trazione elettrica delle varie linee e degli impianti in esse compresi si vedano le relative voci.
Per la storia e la descrizione dei mezzi di trazione si vedano le relative voci.

## Cronologia
| Linea | Data dell'elettrificazione | Lunghezza della tratta elettrificata in km | Note |
| --- | -------------------------- | ------------------------------------------ | --- |
| Benevento-Foggia | [29?] settembre 1927       | 101,4                                      | Prima linea FS elettrificata col sistema a 3 kV c.c. Inizio delle prove forse il 29 settembre 1927. Inaugurazione ufficiale: 1º marzo 1928. |
| Aosta-Prè Saint Didier | 15 ottobre 1927            | 31,567                                     | Tronco riscattato dalla Società Cogne. Inaugurato, già in trazione elettrica, il 28 ottobre 1929. Trazione elettrica dismessa nel novembre 1968. |
| Benevento-Caserta-Napoli Centrale | 28 ottobre 1931            | 96,3                                       | Completamento dell'elettrificazione dalla trasversale Napoli-Foggia. |
| Bologna Centrale-Prato | 21 aprile 1934             | 80,52                                      | Tronco di nuova attivazione della Direttissima Bologna-Firenze. |
| Bologna Centrale-Borgo Panigale | 21 aprile 1934             | 5,1                                        | Trasformazione del sistema di alimentazione di un tronco già elettrificato in c.a. col sistema trifase. Dal maggio 1933 all'aprile 1934 esercizio con trazione a vapore per l'esecuzione dei lavori di trasformazione. |
| Bivio Crociali-Bologna Smistamento e parte della cintura di Bologna                                                                   | 21 aprile 1934             | 10,4                                       | |
| Firenze Campo di Marte-Firenze Santa Maria Novella-Prato                                                                              | 21 aprile 1934             | 17                                         | Trasformazione del sistema di alimentazione di un tronco già elettrificato col sistema a c.a. trifase. Dal maggio 1933 all'aprile 1934 esercizio con trazione a vapore per l'esecuzione dei lavori di trasformazione. |
| Napoli Centrale-Torre Annunziata-Salerno                                                                                              | 28 ottobre 1934            | 53,1                                       | |
| Torre Annunziata-Castellammare di Stabia-Gragnano                                                                                     | 28 ottobre 1934            | 10,4                                       | |
| Bivio Codola-Codola | 28 ottobre 1934            | 3,6                                        | |
| Borgo Panigale-Pistoia | 13 maggio 1935             | 92,9                                       | Trasformazione del sistema di alimentazione di un tronco già elettrificato col sistema a c.a. trifase. |
| Pistoia-Prato | 15 maggio 1935             | 17                                         | Trasformazione del sistema di alimentazione di un tronco già elettrificato col sistema a c.a. trifase. Dal maggio 1933 al maggio 1935 esercizio con trazione a vapore per l'esecuzione dei lavori di trasformazione. |
| Roma Termini-Firenze Campo di Marte                                                                                                   | 28 ottobre 1935            | 310,1                                      | |
| Roma Termini-Roma Prenestina e raccordi                                                                                               | 28 ottobre 1935            | 15                                         | |
| Roma Termini-Villa Literno-Aversa e raccordo San Marcellino-Gricignano                                                                | 28 ottobre 1935            | 201,1                                      | Direttissima Roma-Napoli via Formia. |
| Campoleone-Anzio-Nettuno | 28 ottobre 1935            | 25,6                                       | |
| Udine-Tarvisio | 28 ottobre 1935            | 93,6                                       | |
| Roma Prenestina-Tivoli-Mandela | 28 ottobre 1935            | 49,9                                       | Trasformazione del sistema di alimentazione di un tronco già elettrificato col sistema a c.a. trifase. Dall'aprile 1935 esercizio con trazione a vapore per l'esecuzione dei lavori di trasformazione. |
| Mandela-Avezzano | ... ... 1935               | 54                                         | Trasformazione del sistema di alimentazione di un tronco già elettrificato col sistema a c.a. trifase. Secondo Voltan, Nascimbene e Pautasso, 80 anni, p. 37, la trasformazione fu completata e attivata il 15 agosto 1946 |
| Napoli Gianturco-Napoli Piazza Garibaldi-Villa Literno                                                                                | 28 ottobre 1935            | 36                                         | Trasformazione del sistema di alimentazione di un tronco già elettrificato col sistema a c.c. 650 V (Passante sotterraneo di Napoli, alimentazione con terza rotaia). |
| Udine-Gorizia | 1º febbraio 1936           | 32,9                                       | |
| Gorizia-Bivio San Polo (Monfalcone)                                                                                                   | 21 aprile 1936             | 20,5                                       | |
| Cervignano-Bivio Aurisina-Trieste Centrale                                                                                            | 21 aprile 1936             | 43,7                                       | |
| Bivio Galleria-Opicina-Sezana-Divaccia e raccordo Bivio Aurisina-Bivio Viadotto                                                       | 1º giugno 1936             | 31,5                                       | 12,4 km ceduti alla Jugoslavia a seguito del Trattato di pace del 1947. |
| Divaccia-San Pietro del Carso | 15 luglio 1936             | 23,9                                       | Linea ceduta alla Jugoslavia a seguito del Trattato di pace del 1947. |
| San Pietro del Carso-Postumia | 15 luglio 1936             | 12,8                                       | Linea ceduta alla Jugoslavia a seguito del Trattato di pace del 1947. |
| San Pietro del Carso-Abbazia/Mattuglie-Fiume                                                                                          | 15 luglio 1936             | 55,5                                       | Linea ceduta alla Jugoslavia a seguito del Trattato di pace del 1947. |
| Salerno-Battipaglia | 28 ottobre 1936            | 19,8                                       | Secondo Voltan, Nascimbene, Pautasso, 80 anni, p. 21, inaugurazione avvenuta il 28 ottobre 1934. |
| Battipaglia-Reggio di Calabria | 21 aprile 1937             | 399,7                                      | |
| Trieste Campo Marzio-Villa Opicina e raccordo Villa Opicina-Opicina Campagna                                                          | 25 ottobre 1937            | 17,6                                       | |
| Bivio Mortellini-Pisa Centrale | 14 novembre 1938           | 3,3                                        | |
| Milano Centrale-Bologna Centrale | 14 novembre 1938           | 218,3                                      | |
| Fidenza-Salsomaggiore | 14 novembre 1938           | 9                                          | |
| Fidenza-Fornovo | 14 novembre 1938           | 24,7                                       | |
| Parma-Fornovo | 14 novembre 1938           | 23                                         | |
| Cintura di Milano | 14 novembre 1938           | 32,2                                       | Parte della Cintura estesa fino a Milano Greco (in direzione sud) e all'innesto con lo scalo di Milano Porta Romana (in direzione nord), oltre a vari raccordi. |
| Bologna Borgo Panigale-Bivio Lavino                                                                                                   | 14 novembre 1938           | 0,7                                        | |
| Bologna Centrale-Ancona | 14 novembre 1938           | 204                                        | |
| Livorno-Vada-Campiglia Marittima-Civitavecchia-Roma Termini                                                                           | 14 novembre 1938           | 315,8                                      | |
| Civitavecchia-Civitavecchia Marittima                                                                                                 | 14 novembre 1938           | 1,3                                        | |
| Ponte Galeria-Fiumicino Porto | 14 novembre 1938           | 10,4                                       | |
| Livorno-Pisa Centrale-Viareggio e raccordi                                                                                            | 14 novembre 1938           | 42                                         | Trasformazione del sistema di alimentazione di un tronco già elettrificato col sistema a c.a. trifase. Dal settembre 1937 al novembre 1938 esercizio con trazione a vapore per l'esecuzione dei lavori di trasformazione. |
| Campiglia Marittima-Piombino | 23 aprile 1939             | 13,8                                       | |
| Chiasso FFS-Monza-Milano Greco | 28 ottobre 1939            | 47,4                                       | |
| Milano Rogoredo-Pavia-Bressana Bottarone-Voghera                                                                                      | 28 ottobre 1939            | 54                                         | |
| Falconara Marittima-Foligno-Orte | 28 ottobre 1939            | 202,8                                      | |
| Ancona Centrale-Ancona Marittima | 28 ottobre 1939            | 1,7                                        | |
| Roma Tiburtina-Settebagni | 28 ottobre 1939            | 11,5                                       | Linea di cintura merci. |
| Lavino-Bivio Beverara | 15 maggio 1941             | 9                                          | Parte della linea di cintura di Bologna. |
| Roma Termini-Ciampino-Frascati | 23 giugno 1941             | 23,4                                       | |
| Bologna Centrale-Verona-Trento | 23 giugno 1941             | 98,6                                       | |
| Cintura di Bologna | 14 maggio 1942             | 7,132                                      | Completamento dell'elettrificazione della linea di cintura. |
| Milano Centrale-Milano Certosa | 6 luglio 1942              | 8,7                                        | Linea di cintura viaggiatori. |
| Bivio Greco-Bivio Musocco | 6 luglio 1942              | 8,7                                        | Linea di cintura di Milano, comprendente parte del tronco Milano Certosa-Milano Porta Nuova, già elettrificato a c.c. 650 V, con alimentazione a terza rotaia che resta in esercizio insieme all'elettrificazione a c.c. 3000 V. |
| Caserta-Cancello-Torre Annunziata | 25 luglio 1942             | 42,7                                       | |
| Bologna Centrale-Castelmaggiore e raccordi                                                                                            | 1º agosto 1942             | 14,8                                       | |
| Cancello-(Sarno) Codola | 26 ottobre 1942            | 35,4                                       | |
| Raccordo Bivio Nocera-Nocera Superiore                                                                                                | 28 ottobre 1942            | 4,6                                        | |
| Verona Porta Nuova-Verona Porta Vescovo                                                                                               | 1º dicembre 1942           | 3,4                                        | |
| Civitavecchia-Aurelia | 22 marzo 1943              | 6                                          | Primo tronco della linea Civitavecchia-Capranica-Sutri. Elettrificazione successivamente dismessa. |
| Cancello-Napoli Centrale | 9 aprile 1943              | 21,4                                       | |
| Bivio Cassino-Napoli Traccia-Bivio Salerno                                                                                            | 9 aprile 1943              | 3,1                                        | |
| Mandela-Avezzano | ... ... 1945               | 53,08                                      | Ricostruzione e trasformazione del sistema di alimentazione di un tronco già elettrificato col sistema a c.a. trifase. Secondo Voltan, Nascimbene, Pautasso, 80 anni, p. 37, trasformazione attivata il 15 agosto 1946. |
| Milano Centrale-Milano Certosa-Gallarate-Arona-Stresa-Domodossola                                                                     | 4 maggio 1947              | 114,9                                      | Tronco Milano Certosa-Gallarate, lunghezza 33,9 km, con mantenimento del sistema a c.c. 650 V con alimentazione con terza rotaia. |
| Trieste Centrale Scalo-Barcola Smistamento                                                                                            | 4 maggio 1947              | 1,7                                        | Tronco ricadente nel Territorio Libero di Trieste (ex Zona A). |
| Ancona-Varano | 15 ottobre 1947            | 5,5                                        | |
| Ciampino-Albano Laziale | 22 ottobre 1947            | 14,5                                       | |
| Genova Brignole-Sestri Levante | 22 aprile 1948             | 46                                         | Trasformazione del sistema di alimentazione di un tronco già elettrificato col sistema a c.a. trifase. Secondo Voltan, Nascimbene, Pautasso, 80 anni, p. 37, trasformazione attivata il 25 aprile 1948. |
| Sestri Levante-La Spezia-Vezzano Ligure-Sarzana-Viareggio                                                                             | 22 aprile 1948             | 139                                        | Trasformazione del sistema di alimentazione di un tronco già elettrificato col sistema a c.a. trifase. Secondo Voltan, Nascimbene, Pautasso, 80 anni, p. 37, trasformazione attivata il 25 aprile 1948. |
| Santo Stefano di Magra-Sarzana | 22 aprile 1948             | 7,1                                        | Trasformazione del sistema di alimentazione di un tronco già elettrificato col sistema a c.a. trifase. Secondo Voltan, Nascimbene, Pautasso, 80 anni, p. 37, trasformazione attivata il 25 aprile 1948. |
| Firenze Rifredi-Empoli-Pisa Centrale                                                                                                  | 6 maggio 1948              | 78,1                                       | |
| Santo Stefano di Magra-Vezzano Ligure                                                                                                 | ... ottobre 1948           | 78,1                                       | Trasformazione del sistema di alimentazione di un tronco già elettrificato col sistema a c.a. trifase. Secondo Voltan, Nascimbene, Pautasso, 80 anni, p. 37, trasformazione attivata il 1º ottobre 1948. |
| Ciampino-Velletri | 15 dicembre 1948           | 27,1                                       | |
| Pontremoli-Santo Stefano di Magra | ... febbraio 1949          | 29.5                                       | Trasformazione del sistema di alimentazione di un tronco già elettrificato col sistema a c.a. trifase. Secondo Voltan, Nascimbene, Pautasso, 80 anni, p. 37, trasformazione attivata il 1º febbraio 1949. |
| Milano Porta Nuova-Milano Certosa-Rho-Legnano-Busto Arsizio-Gallarate-Varese-Porto Ceresio e raccordi di Busto Arsizio e di Gallarate | 4 aprile 1949              | 78,7                                       | Trasformazione del sistema di alimentazione di un tronco già elettrificato col sistema a c.c. 650 V, con alimentazione con terza rotaia (tronco Milano Porta Nuova-Milano Certosa trasformato il 1º luglio 1942; tronco Milano Certosa-Gallarate trasformato il 4 maggio 1947). Mantenimento del sistema per le linee Varesine fino al 31 ottobre 1951. |
| Fornovo-Pontremoli | ... dicembre 1949          | 55,5                                       | Trasformazione del sistema di alimentazione di un tronco già elettrificato col sistema a c.a. trifase. Secondo Voltan, Nascimbene, Pautasso, 80 anni, p. 37, trasformazione attivata il 19 novembre 1949. |
| Avezzano-Sulmona | 18 maggio 1950             | 64,9                                       | Trasformazione del sistema di alimentazione di un tronco già elettrificato col sistema a c.a. trifase. |
| Lecco-Calolziocorte-Carnate Usmate-Monza                                                                                              | 21 marzo 1951              | 37,7                                       | Trasformazione del sistema di alimentazione di un tronco già elettrificato col sistema a c.a. trifase. |
| Messina Marittima-Barcellona | 25 maggio 1951             | 47,1                                       | |
| Barcellona-Patti | 18 marzo 1952              | 23,6                                       | |
| Trento-Bolzano | 18 maggio 1952             | 55,5                                       | Trasformazione del sistema di alimentazione di un tronco già elettrificato col sistema a c.a. trifase. Secondo Voltan, Nascimbene, Pautasso, 80 anni, p. 37, trasformazione attivata il 25 maggio 1952 |
| Bolzano-Merano | 18 maggio 1952             | 31,3                                       | Trasformazione del sistema di alimentazione di un tronco già elettrificato col sistema a c.a. trifase. Secondo Voltan, Nascimbene, Pautasso, 80 anni, p. 37, trasformazione attivata il 25 maggio 1952. |
| Patti-Sant'Agata di Militello | 15 aprile 1953             | 37,6                                       | |
| Lecco-Colico-Sondrio | 15 maggio 1953             | 79,3                                       | Trasformazione del sistema di alimentazione di un tronco già elettrificato col sistema a c.a. trifase. Secondo Voltan, Nascimbene, Pautasso, 80 anni, p. 37, trasformazione attivata il 25 maggio 1953. |
| Colico-Chiavenna | 15 maggio 1953             | 26,3                                       | Trasformazione del sistema di alimentazione di un tronco già elettrificato col sistema a c.a. trifase |
| Castelmaggiore-Ferrara | 2 ottobre 1954             | 37                                         | |
| Milano Lambrate-Bivio Bergamo-Treviglio ovest-Bergamo                                                                                 | 3 ottobre 1954             | 49,7                                       | |
| Ferrara-Rovigo-Monselice-Padova | 2 ottobre 1955             | 76                                         | |
| Sant'Agata di Militello-Fiumetorto-Palermo Centrale                                                                                   | 30 ottobre 1955            | 126                                        | |
| Padova-Venezia Mestre-Venezia Santa Lucia                                                                                             | 22 aprile 1956             | 37                                         | Secondo Voltan, Nascimbene, Pautasso, 80 anni, p. 37, inaugurazione avvenuta il 2 aprile 1956. |
| Bivio Bergamo-Treviglio Centrale | ... luglio 1956            | 5,9                                        | |
| Treviglio Ovest-Treviglio Centrale-Brescia-Verona Porta Nuova                                                                         | 1º gennaio 1957            | 114,3                                      | |
| Bivio Fenilone-Verona Porta Nuova scalo                                                                                               | 1º gennaio 1957            | 3,2                                        | |
| Pescara-Termoli | 1º gennaio 1957            | 89,5                                       | |
| Margherita di Savoia-Ofantino | 1º gennaio 1957            | 4,2                                        | |
| Foggia-Bari Centrale | 1º gennaio 1957            | 122,6                                      | |
| Verona Porta Nuova-Vicenza-Padova | 1º febbraio 1957           | 80,6                                       | |
| Termoli-San Severo-Foggia | 31 marzo 1957              | 86,5                                       | |
| Messina-Catania | 26 settembre 1958          | 97                                         | Secondo Voltan, Nascimbene, Pautasso, 80 anni, p. 37, inaugurazione avvenuta il 28 settembre 1958. |
| Varano-Civitanova-Pescara | 16 maggio 1959             | 140,4                                      | |
| Venezia Mestre-Cervignano | 17 maggio 1959             | 101,3                                      | |
| Gallarate-Laveno-Mombello-Luino | 31 maggio 1959             | 46,2                                       | |
| Carnate-Usmate-Ponte San Pietro-Bergamo                                                                                               | 31 maggio 1959             | 24,9                                       | |
| Voghera-Broni-Piacenza | ... settembre 1959         | 54,8                                       | Secondo Voltan, Nascimbene, Pautasso, 80 anni, p. 37, inaugurazione avvenuta il 4 ottobre 1959. |
| Bressana-Brottarone-Broni | ... settembre 1959         | 13,6                                       | Secondo Voltan, Nascimbene, Pautasso, 80 anni, p. 37, inaugurazione avvenuta il 4 ottobre 1959. |
| Pescara-Chieti-Sulmona | 1º ottobre 1959            | 66                                         | Secondo Voltan, Nascimbene, Pautasso, 80 anni inaugurazione avvenuta il 4 ottobre 1959. |
| Poggioreale del Carso-Poggioreale Campagna                                                                                            | ... maggio 1960            | 0,6                                        | |
| Alessandria-Mortara-Novara-Vignale-Oleggio-Arona                                                                                      | 29 maggio 1960             | 102,3                                      | |
| Novara-Trecate-Rho | 29 maggio 1960             | 35,6                                       | Secondo Voltan, Nascimbene, Pautasso, 80 anni, p. 37, inaugurazione avvenuta l'11 giugno 1960. |
| Oleggio-Sesto Calende-Laveno-Mombello                                                                                                 | 29 maggio 1960             | 35,7                                       | |
| Terontola-Foligno | 29 maggio 1960             | 82,2                                       | |
| Catania-Siracusa | 29 maggio 1960             | 85,9                                       | |
| Viareggio Scalo-Lucca-Pistoia | 4 agosto 1960              | 64,4                                       | |
| Pisa San Rossore-Lucca | 4 agosto 1960              | 19,3                                       | |
| Castelbolognese-Russi-Ravenna | 2 ottobre 1960             | 41,1                                       | |
| Venezia Mestre-Treviso-Udine | 2 ottobre 1960             | 126,6                                      | |
| Bivio Marocco-Bivio Trivignano | ... ottobre 1960           | 1,5                                        | Parte della Cintura di Mestre. |
| Piombino Scalo-Piombino Marittima | ... marzo 1961             | 1                                          | |
| Torino Porta Nuova-Quadrivio Zappata-Bivio Crocetta-Torino Porta Susa-Torino Dora                                                     | 28 maggio 1961             | 7                                          | Trasformazione del sistema di alimentazione di un tronco già elettrificato col sistema a c.a. trifase. Secondo Voltan, Nascimbene, Pautasso, 80 anni, p. 51, inaugurazione avvenuta il 4 giugno 1961. |
| Torino Dora-Novara | 28 maggio 1961             | 91,1                                       | Secondo Voltan, Nascimbene, Pautasso, 80 anni, p. 51, inaugurazione avvenuta il 4 giugno 1961. |
| Torino Porta Nuova-Bivio Lingotto-Bivio Sangone-Trofarello-Asti-Alessandria e raccordi di Alessandria                                 | 28 maggio 1961             | 95,19                                      | Trasformazione del sistema di alimentazione di un tronco già elettrificato col sistema a c.a. trifase. |
| Trofarello-Chieri | 28 maggio 1961             | 8,6                                        | Trasformazione del sistema di alimentazione di un tronco già elettrificato col sistema a c.a. trifase. |
| Trofarello-Carmagnola | 28 maggio 1961             | 16                                         | Trasformazione del sistema di alimentazione di un tronco già elettrificato col sistema a c.a. trifase. |
| Torino Porta Nuova-Bivio Lingotto-Bivio Sangone-Airasca-Pinerolo-Bricherasio-Torre Pelice                                             | 28 maggio 1961             | 55,1                                       | Trasformazione del sistema di alimentazione di un tronco già elettrificato col sistema a c.a. trifase. |
| Bricherasio-Barge | 28 maggio 1961             | 55,1                                       | Trasformazione del sistema di alimentazione di un tronco già elettrificato col sistema a c.a. trifase. Trazione elettrica soppressa nel gennaio 1970. |
| Torino Porta Nuova-Quadrivio Zappata-Bivio Lagrange-Bussoleno-Salbertrand-Bardonecchia-Modane                                         | 28 maggio 1961             | 103                                        | Trasformazione del sistema di alimentazione di un tronco già elettrificato col sistema a c.a. trifase. |
| Bussoleno-Susa | 28 maggio 1961             | 8                                          | Trasformazione del sistema di alimentazione di un tronco già elettrificato col sistema a c.a. trifase. |
| Alessandria-Novi Ligure-Arquata Scrivia                                                                                               | 8 ottobre 1962             | 33                                         | Trasformazione del sistema di alimentazione di un tronco già elettrificato col sistema a c.a. trifase. |
| Alessandria-Ovada | 8 ottobre 1962             | 34                                         | Trasformazione del sistema di alimentazione di un tronco già elettrificato col sistema a c.a. trifase. |
| Alessandria-Tortona-Voghera | 8 ottobre 1962             | 38,1                                       | Trasformazione del sistema di alimentazione di un tronco già elettrificato col sistema a c.a. trifase. |
| Tortona-Pozzolo Formigaro-Novi Ligure e Novi scalo San Bovo                                                                           | 8 ottobre 1962             | 12                                         | Trasformazione del sistema di alimentazione di un tronco già elettrificato col sistema a c.a. trifase. |
| Tortona-Villavernia-Arquata Scrivia                                                                                                   | 8 ottobre 1962             | 21,3                                       | Trasformazione del sistema di alimentazione di un tronco già elettrificato col sistema a c.a. trifase. |
| Arquata Scrivia-Ronco Scrivia (via diretta)                                                                                           | 8 ottobre 1962             | 11                                         | Trasformazione del sistema di alimentazione di un tronco già elettrificato col sistema a c.a. trifase. |
| Arquata Scrivia-Ronco Scrivia (via Isola del Cantone, vecchia linea dei Giovi)                                                        | 8 ottobre 1962             | 14                                         | Trasformazione del sistema di alimentazione di un tronco già elettrificato col sistema a c.a. trifase. |
| Ronco Scrivia-Busalla (vecchia linea dei Giovi)                                                                                       | 8 ottobre 1962             | 5                                          | Trasformazione del sistema di alimentazione di un tronco già elettrificato col sistema a c.a. trifase. |
| Genova Piazza Principe-Genova Brignole (via galleria Traversata Nuova)                                                                | 2 marzo 1963               | 3                                          | Trasformazione del sistema di alimentazione di un tronco già elettrificato col sistema a c.a. trifase. |
| Genova Piazza Principe-Bivio Fegino (innesto sulla linea Succursale dei Giovi, via galleria e viadotto di Granarolo)                  | 2 marzo 1963               | 4,8                                        | Trasformazione del sistema di alimentazione di un tronco già elettrificato col sistema a c.a. trifase. |
| Bivio Fegino-Mignanego-Ronco Scrivia (linea Succursale dei Giovi)                                                                     | 2 marzo 1963               | 25,2                                       | Trasformazione del sistema di alimentazione di un tronco già elettrificato col sistema a c.a. trifase. |
| Bivio Fegino-Bivio Succursale-Scalo del parco merci di Ponte Caracciolo e parco merci di Ponte Assereto, coi relativi raccordi        | 2 marzo 1963               | 16,5                                       | Trasformazione del sistema di alimentazione di un tronco già elettrificato col sistema a c.a. trifase. |
| Genova Sampierdarena-Bivio Cornigliano-Savona Letimbro                                                                                | 8 aprile 1964              | 39,9                                       | Trasformazione del sistema di alimentazione di un tronco già elettrificato col sistema a c.a. trifase. |
| Bivio Polcevera (Genova)-Ovada | 26 aprile 1964             | 39                                         | Trasformazione del sistema di alimentazione di un tronco già elettrificato col sistema a c.a. trifase. |
| Genova Sampierdarena-Genova Piazza Principe-Genova Brignole (via galleria Traversata Vecchia)                                         | 26 aprile 1964             | 39                                         | Trasformazione del sistema di alimentazione di un tronco già elettrificato col sistema a c.a. trifase. |
| Busalla-Genova Pontedecimo | 26 aprile 1964             | 10,4                                       | Trasformazione del sistema di alimentazione di un tronco già elettrificato col sistema a c.a. trifase. |
| Genova Pontedecimo-Bivio Rivarolo-Genova Sampierdarena                                                                                | 26 aprile 1964             | 4,15                                       | Trasformazione del sistema di alimentazione di un tronco già elettrificato col sistema a c.a. trifase. |
| Bivio Rivarolo-Scalo merci del Campasso e raccordi                                                                                    | 26 aprile 1964             | 2,10                                       | Trasformazione del sistema di alimentazione di un tronco già elettrificato col sistema a c.a. trifase. |
| Linea sommergibile, scali marittimi di Genova Santa Limbania, Genova Forni, Genova Caricamento, bacino di Sampierdarena e raccordi    | 26 aprile 1964             | 9,8                                        | Trasformazione del sistema di alimentazione di un tronco già elettrificato col sistema a c.a. trifase. |
| Milano Porta Garibaldi-Bivio Mirabello-Milano Lambrate                                                                                | ... ... 1965               | 1,3                                        | Trasformazione del sistema di alimentazione di un tronco già elettrificato col sistema a c.a. trifase. |
| Milano San Cristoforo-Vigevano-Mortara                                                                                                | 30 maggio 1965             | 39,8                                       | |
| Bolzano-Brennero | 30 maggio 1965             | 89                                         | Trasformazione del sistema di alimentazione di un tronco già elettrificato col sistema a c.a. trifase. |
| Milano Porta Genova-Milano San Cristoforo                                                                                             | ... agosto 1965            | 3,4                                        | |
| Milano Porta Romana-Milano San Cristoforo                                                                                             | ... agosto 1965            | 6,8                                        | |
| Savona Letimbro-Ventimiglia | 3 ottobre 1967             | 108                                        | Trasformazione del sistema di alimentazione di un tronco già elettrificato col sistema a c.a. trifase. Secondo Voltan, Nascimbene, Pautasso, 80 anni, p. 51, trasformazione attivata l'8 ottobre 1967. |
| Scalo di Ventimiglia e tronco Ventimiglia-Confine di Stato                                                                            | ... febbraio 1969          | 10,5                                       | Trasformazione del sistema di alimentazione dello scalo di Ventimiglia da 3 kV c.c. a 1,5 kV c.c. (Ventimiglia diventa impianto bialimentazione [FS-SNCF]) ed elettrificazione a 25 kV e 50 Hz c.a. del tronco Ventimiglia-Confine di Stato. |
| Milano-Sesto San Giovanni-Monza | 23 maggio 1971             | 11,9                                       | Quadruplicamento della linea già esistente. |
| Eccellente-Rosarno | 25 settembre 1971          | 45,3                                       | Variante della linea Battipaglia-Reggio di Calabria. |
| Calolziocorte-Ponte San Pietro | ... febbraio 1972          | 18,3                                       | |
| Bergamo-Rovato | 28 maggio 1972             | 31,7                                       | |
| Bivio Don Bosco-Torino Smistamento Sud                                                                                                | 6 giugno 1972              | 1,1                                        | |
| Carmagnola-Brà-Ceva | 25 settembre 1973          | 72                                         | Trasformazione del sistema di alimentazione di un tronco già elettrificato col sistema a c.a. trifase. |
| Carmagnola-Savigliano-Fossano | 28 settembre 1973          | 35                                         | Trasformazione del sistema di alimentazione di un tronco già elettrificato col sistema a c.a. trifase. Secondo Voltan, Nascimbene, Pautasso, 80 anni, p. 51, trasformazione attivata il 25 settembre 1973. |
| Fossano-Cuneo Gesso | 28 settembre 1973          | 26                                         | Trasformazione del sistema di alimentazione di un tronco già elettrificato col sistema a c.a. trifase. Secondo Voltan, Nascimbene, Pautasso, 80 anni, p. 51, trasformazione attivata il 25 settembre 1973. |
| Fossano-Mondovì-Ceva | 28 settembre 1973          | 39                                         | Trasformazione del sistema di alimentazione di un tronco, in origine a semplice binario, già elettrificato col sistema a c.a. trifase. Secondo Voltan, Nascimbene, Pautasso, 80 anni, p. 51, trasformazione attivata il 25 settembre 1973. |
| Fossano-Mondovì-Ceva | 28 settembre 1973          | 38,2                                       | Attivazione, compresa la trazione elettrica, del secondo binario. |
| Ceva-San Giuseppe di Cairo | 28 settembre 1973          | 38,2                                       | Trasformazione del sistema di alimentazione di un tronco già elettrificato col sistema a c.a. trifase. |
| San Giuseppe di Cairo-Savona Fornaci (via Santuario)                                                                                  | 28 settembre 1973          | 24                                         | Trasformazione del sistema di alimentazione di un tronco già elettrificato col sistema a c.a. trifase. |
| San Giuseppe di Cairo-Savona Fornaci (via Altare)                                                                                     | 28 settembre 1973          | 21                                         | Trasformazione del sistema di alimentazione di un tronco già elettrificato col sistema a c.a. trifase. |
| Savona Letimbro-Savona Fornaci | 28 settembre 1973          | 2,7                                        | Trasformazione del sistema di alimentazione di un tronco già elettrificato col sistema a c.a. trifase. |
| Bivio Madonna dell'Olmo-Cuneo (stazione dell'Altipiano)-Borgo San Dalmazzo                                                            | ... febbraio 1974          | 19,5                                       | Trasformazione del sistema di alimentazione di un tronco già elettrificato col sistema a c.a. trifase. Secondo Voltan, Nascimbene, Pautasso, 80 anni, p. 51, trasformazione attivata il 6 marzo 1974. |
| Cuneo Gesso-Borgo San Dalmazzo-Limone Piemonte                                                                                        | ... febbraio 1974          | 29                                         | Trasformazione del sistema di alimentazione di un tronco già elettrificato col sistema a c.a. trifase. Secondo Voltan, Nascimbene, Pautasso, 80 anni, p. 51, trasformazione attivata il 6 marzo 1974. |
| Acqui Terme-Ovada | 28 marzo 1974              | 15                                         | Trasformazione del sistema di alimentazione di un tronco già elettrificato col sistema a c.a. trifase. Secondo Voltan, Nascimbene, Pautasso, 80 anni, p. 51, trasformazione attivata il 25 maggio 1974. |
| Asti-Nizza Monferrato-Acqui Terme | 25 maggio 1976             | 46                                         | Trasformazione del sistema di alimentazione di un tronco già elettrificato col sistema a c.a. trifase. Esercita temporaneamente in trazione Diesel dal 28 marzo 1976 per favorire i lavori di trasformazione. |
| Alessandria-Cantalupo-Acqui Terme-Spigno-San Giuseppe di Cairo                                                                        | 25 maggio 1976             | 82                                         | Trasformazione del sistema di alimentazione di un tronco già elettrificato col sistema a c.a. trifase. |
| Orvieto-Allerona-Città della Pieve | 16 settembre 1976          | 21,7                                       | Direttissima Firenze-Roma. |
| Settebagni-Roma Smistamento-Roma Tiburtina                                                                                            | 9 novembre 1976            | 12                                         | |
| Gallese in Teverina (interconnessione Orte Sud)-Settebagni                                                                            | 14 dicembre 1976           | 44,7                                       | Direttissima Firenze-Roma. |
| Ciampino-Cassino | 21 dicembre 1976           | 124,1                                      | |
| Orvieto-Interconnessione Orte Nord | 16 febbraio 1977           | 40,7                                       | Direttissima Firenze-Roma. Il 24 febbraio 1977 inaugurazione ufficiale della tratta Settebagni-Città della Pieve e inizio dei servizi ad alta velocità. |
| Finale Ligure-Savona-Varazze | 16 febbraio 1977           | 30                                         | Variante di tracciato con abbandono di quello già in uso e sostituzione della stazione di Savona Letimbro con la stazione di Savona Mongrifone. |
| Treviglio Centrale-Olmeneta-Cremona                                                                                                   | 16 febbraio 1977           | 64,5                                       | Secondo Voltan, Nascimbene, Pautasso, 80 anni, p. 51, inaugurazione avvenuta il 22 maggio 1977. |
| Caserta-Cassino | 22 maggio 1977             | 77,7                                       | Secondo Voltan, Nascimbene, Pautasso, 80 anni, p. 51, inaugurazione avvenuta il 22 settembre 1977. |
| Nocera Inferiore-Bivio Grotti-Salerno                                                                                                 | 12 ottobre 1977            | 16,1                                       | Variante di tracciato predisposta per permettere ai treni viaggiatori a lunga percorrenza e ai treni merci di non dover percorrere il valico di Cava dei Tirreni. |
| Codogno-Ponte d'Adda-Cremona | 29 ottobre 1977            | 27,3                                       | Secondo Voltan, Nascimbene, Pautasso, 80 anni, p. 51, inaugurazione avvenuta il 12 ottobre 1977. |
| Venezia Mestre-Venezia Santa Lucia | 20 novembre 1977           | 9                                          | Secondo ponte sulla laguna di Venezia. |
| Seregno-Carnate Usmate | 21 marzo 1978              | 14                                         | |
| Nuove linee d'ingresso della stazione di Verona Porta Nuova                                                                           | 1º ottobre 1978            | 2,7                                        | |
| Cremona-Castelvetro-Fidenza | 22 maggio 1979             | 34                                         | Cerimonia d'inaugurazione tenutasi il 27 maggio 1979. |
| Vicenza-Cittadella-Castelfranco Veneto-Treviso                                                                                        | 22 maggio 1979             | 60                                         | Cerimonia d'inauurazione tenutasi il 27 maggio 1979. |
| Ferrara-Lavezzola-Ravenna | 28 maggio 1979             | 74                                         | Secondo Voltan, Nascimbene, Pautasso, 80 anni, p. 51, inaugurazione avvenuta il 27 maggio 1979. |
| Gallese in Teverina Nord-Orte Sud | 29 aprile 1980             | 14,8                                       | Direttissima Firenze-Roma. |
| Sondrio-Tirano | 29 maggio 1980             | 26,1                                       | Linea già in concessione riscattata dalle FS nel marzo 1970. Dal 16 maggio 1932 al 1º settembre 1973 elettrificata col sistema a c.a. trifase. Secondo Voltan, Nascimbene, Pautasso, 80 anni, p. 61, trasformazione attivata il 1º giugno 1980. |
| Bari-Gioia del Colle-Taranto | 1º giugno 1980             | 114                                        | |
| Bolzano-Ponte d'Adige | 12 luglio 1980             | 5,49                                       | Variante di tracciato della linea Bolzano-Merano. Attivazione dell'esercizio, compresa la trazione elettrica, avvenuta il 26 giugno 1980. |
| Nuova linea di cintura merci di Trieste                                                                                               | 3 giugno 1981              | 6,2                                        | |
| Raddoppio della cintura merci di Trieste tra Bivio Roiano e Bivio San Marco                                                           | ... ... 1982               | 5,5                                        | |
| Pisa Centrale-Pisa Aeroporto | 26 gennaio 1983            | 2,08                                       | Tronco di collegamento con la stazione a servizio dell'aeroporto Galileo Galilei. |
| Attigliano-Montefiascone-Viterbo | 20 gennaio 1984            | 40                                         | Attivazione dell'esercizio in trazione elettrica avvenuta il 15 novembre 1983. Secondo Voltan, Nascimbene, Pautasso, 80 anni, p. 61, inaugurazione avvenuta il 16 novembre 1982. |
| Torino Lingotto-Trofarello | 20 febbraio 1984           | 9                                          | Quadruplicamento di un tronco preesistente. |
| Brescia-Olmeneta-Cremona | 2 aprile 1984              | 51                                         | |
| Posto di movimento Vat-Tarcento | 16 maggio 1985             | 19                                         | Variante di tracciato della linea Pontebbana. |
| Città della Pieve (interconnessione Chiusi Sud)-Interconnessione Arezzo Sud                                                           | 29 settembre 1985          | 51,72                                      | Direttissima Firenze-Roma. Secondo Voltan, Nascimbene, Pautasso, 80 anni, p. 61, inaugurazione avvenuta il 19 settembre 1985. |
| Venezia Mestre-Venezia Porto Marghera-Venezia Santa Lucia                                                                             | 14 ottobre 1985            | 9                                          | Quadruplicamento e ponte sulla laguna di Venezia. |
| Figline Valdarno (interconnessione Valdarno Nord)-Bivio Rovezzano (Firenze)                                                           | 30 maggio 1986             | 22                                         | Direttissima Firenze-Roma. |
| Chivasso-Bivio Castelrosso-Casale Monferrato-Valenza Po                                                                               | 1º giugno 1986             | 82                                         | |
| Paola-Castiglione Cosentino-Cosenza                                                                                                   | 30 luglio 1987             | 26                                         | Nuovo tracciato, con contemporaneo abbandono del precedente. Secondo Voltan, Nascimbene, Pautasso, 80 anni, p. 61, inaugurazione avvenuta il 31 luglio 1987. |
| Padova-Camposampiero-Castelfranco Veneto                                                                                              | 1º marzo 1988              | 31                                         | Secondo Voltan, Nascimbene, Pautasso, 80 anni, p. 61, inaugurazione avvenuta il 9 maggio 1988. |
| Faenza-Granarolo-Russi | 5 aprile 1988.             | 18                                         | Secondo Voltan, Nascimbene, pautasso, 80 anni, p. 61, inaugurazione avvenuta il 28 maggio 1988. |
| Cremona-Piadena-Mantova | 22 maggio 1988.            | 63                                         | Secondo Voltan, Nascimbene, Pautasso, 80 anni, p. 61, inaugurazione avvenuta il 28 maggio 1988. |
| Prato-Sesto Fiorentino | 29 maggio 1988             | 9,5                                        | |
| Palmanova-Cervignano | 24 giugno 1988             | 11                                         | |
| Fiumetorto-Roccapalumba Alia-Agrigento Bassa-Porto Empedocle                                                                          | 28 luglio 1988             | 122                                        | Attivazione dell'esercizio in trazione elettrica avvenuta il 22 luglio 1988. |
| Gemona-Carnia | 2 dicembre 1988.           | 11                                         | Variante di tracciato della nuova Pontebbana. |
| Fortezza-Brunico-San Candido | 28 maggio 1989             | 65,15                                      | |
| Sesto Fiorentino-Firenze Castello | 7 gennaio 1990             | 2,6                                        | Quadruplicamento del tronco preesistente. |
| Interconnessione Valdarno Sud (Montevarchi)-Interconnessione Arezzo Sud                                                               | 27 maggio 1990             | 30,9                                       | Direttissima Firenze-Roma. |
| Roma Ostiense-Roma San Pietro-Roma Aurelia-Maccarese                                                                                  | 27 maggio 1990             | 27                                         | Variante di tracciato delle Roma-Civitavecchia. Secondo Voltan, Nascimbene, Pautasso, 80 anni, p. 61, inaugurazione avvenuta il 15 maggio 1990. |
| Bivio Porto-Aeroporto Leonardo da Vinci                                                                                               | 28 maggio 1990             | 2,21                                       | |
| Firenze Castello-Firenze Cascine | ... ... 1990               | 3,716                                      | |
| Taranto-Metaponto | 28 febbraio 1991           | 44                                         | |
| Aragona Caldare-Caltanissetta Centrale-Caltanissetta Xirbi                                                                            | 20 agosto 1991             | 122                                        | |
| Bicocca (Catania)-Enna | 24 settembre 1991          | 82                                         | Secondo Voltan, Nascimbene, Pautasso, 80 anni, p. 71, inaugurazione avvenuta il 20 agosto 1991. |
| Interconnessione Valdarno Sud (Montevarchi)-Interconnessione Valdarno Nord (Figline valdarno)                                         | 24 settembre 1991          | 20                                         | Direttissima Firenze-Roma. |
| Metaponto-Grassano Tricarico | 30 gennaio 1992            | 61                                         | Secondo Voltan, Nascimbene, Pautasso, 80 anni, p. 71, inaugurazione avvenuta il 26 maggio 1992. |
| Artegna-Gemona del Friuli | 2 aprile 1992              | 7,5                                        | Variante di tracciato della nuova Pontebbana. |
| Enna-Caltanissetta Xirbi | 26 maggio 1992             | 26                                         | Secondo Voltan, Nascimbene, Pautasso, 80 anni, p. 61, inaugurazione avvenuta il 20 agosto 1991. |
| Domodossola-scalo Domo 2-Villadossola                                                                                                 | 31 maggio 1992             | ?                                          | Elettrificazione coi due sistemi delle Ferrovie dello Stato italiane (3 kV c.c.) e delle Ferrovie Federali Svizzere (15 kV 16,6 Hz). |
| Sarno-Bivio S. Lucia (LMV) | 12 luglio 1992             | 11,277                                     | Attivazione nuova tratta a doppio binario Sarno-Bivio Sarno-PM Torricchio-Bivio S. Lucia di collegamento tra le linee Cancello-Avellino e Napoli-Salerno. |
| Vezzano Ligure-La Spezia (scalo marittimo)                                                                                            | 16 ottobre 1992            | ?                                          | |
| Grassano Tricarico-Potenza Inferiore                                                                                                  | 1º marzo 1993              | 47                                         | |
| Ventimiglia Parco Roja | 28 maggio 1993             | ?                                          | Nuovo scalo merci e raccordi con le linee preesistenti. |
| Genova Sampierdarena-Genova Piazza Principe sotterranea-Genova Brignole                                                               | ... giugno 1993            | 5,5                                        | Passante di Genova, con quadruplicamento del tronco Genova Sampierdarena-Genova Piazza Principe e sestuplicamento del tronco Genova Piazza Principe-Genova Brignole. |
| Bari Centrale-Bari Torre a Mare | ... ... 1993               | 12                                         | |
| Potenza-Battipaglia | 31 marzo 1994              | 92                                         | |
| Bitetto-Acquaviva delle Fonti | 30 maggio 1994             | 22,4                                       | Variante della linea Bari-Taranto. |
| Prato Tires-Ponte Gardena | 30 agosto 1994             | 13,3                                       | Variante della linea del Brennero. |
| Carnia-Pontebba | 19 luglio 1995             | 23                                         | Variante di tracciato della Pontebbana. Secondo Voltan, Nascimbene, Pautasso, 80 anni, p. 61, inaugurazione avvenuta il 17 luglio 1995. |
| Mola di Bari-Monopoli | ... ottobre 1995           | 21                                         | |
| Roccapalumba-Alia-Caltanissetta Xirbi                                                                                                 | 15 dicembre 1995           | 57                                         | Secondo Voltan, Nascimbene, Pautasso, 80 anni, p. 61, inaugurazione avvenuta il 20 agosto 1991. |
| Verona-Mantova-Modena | 21 aprile 1996             | 98                                         | Attivazione non ufficiale, parziale, dell'esercizio in trazione elettrica. Completo esercizio in trazione elettrica dal 29 settembre 1996. Inaugurazione ufficiale il 24 maggio 1998. Secondo Voltan, Nascimbene, Pautasso, 80 anni, p. 61, inaugurazione avvenuta il 24 maggio 1998.                                                                   |
| Monopoli-Brindisi | 10 aprile 1996             | 70                                         | |
| Brindisi-Lecce | 25 maggio 1996             | 39                                         | Alcuni treni viaggiatori già in trazione elettrica dal 17 maggio 1996. Attivazione non ufficiale, parziale, dell'esercizio in trazione elettrica il 25 maggio 1996. Inaugurazione ufficiale dell'esercizio in trazione elettrica dell'intera linea Bari-Brindisi-Lecce avvenuto il 30 maggio 1996.                                                      |
| Milano Rogoredo-Bivio Sordio (Melegnano)                                                                                              | 27 aprile 1997             | 11                                         | Primo tronco della nuova linea AV-AC Milano-Bologna. |
| Gioia del Colle-Palagianello | 15 settembre 1997          | 26                                         | Variante di tracciato della linea Bari-Taranto. Secondo Voltan, Nascimbene, Pautasso, 80 anni, p. 71, inaugurazione avvenuta il 14 settembre 1998. |
| Torviscosa-Cervignano Smistamento | ... ... 1997               | 5,55                                       | |
| Milano Nord Bovisa (FNM)-Lancetti-Garibaldi Passante sotterraneo-Piazza Repubblica-Porta Venezia                                      | 21 dicembre 1997           | 5,63                                       | Passante di Milano. Tronco da Bovisa FNM a Lancetti di proprietà delle Ferrovie Nord Milano. Tronco da Porta Garibaldi Passante sotterraneo a Milano Porta Venezia di proprietà delle Ferrovie dello Stato. |
| Verona-Mantova-Modena | 24 maggio 1998             | 98                                         | Costruzione degli impianti di trazione elettrica completata il 25 settembre 1995. |
| Cardano-Prato Tires | 13 luglio 1998             | 4,5                                        | Variante di tracciato della ferrovia del Brennero. |
| Domegliara-Peri | 9 novembre 1998            | 5,5                                        | Variante di tracciato della ferrovia del Brennero. |
| Targia-Siracusa | ... ... 1998               | 5,5                                        | Variante di tracciato della Catania-Siracusa. |
| Isola della Scala-Cerea | ... ... 1998               | 20                                         | Bretella di collegamento delle linee Verona-Bologna e Chivasso-Mantova-Monselice. |
| Milano Certosa-Lancetti | 26 maggio 1999             | 20                                         | Allacciamento del passante di Milano alla rete delle Ferrovie dello Stato. Tracciato indipendente da quello delle Ferrovie Nord Milano. Comprende la nuova stazione di Villapizzone. |
| Torino Porta Susa-Lingotto | 25 settembre 1999          | 20                                         | Passante di Torino. |
| Genova Voltri-Bivio Corvi-Genova Borzoli                                                                                              | 28 ottobre 1999            | 11                                         | Raccordo tra il nuovo scalo e la linea Genova-Ovada. |
| Colle Isarco-Terme di Brennero | 11 novembre 1999           | 9,8                                        | Variante di tracciato della ferrovia del Brennero. Secondo Voltan, Nascimbene,Pautasso, 80 anni, p. 61, inaugurazione avvenuta il 15 novembre 1999. |
| Pontebba-Ugovizza Valbruna | 12 dicembre 1999           | 16                                         | Variante di tracciato della nuova Pontebbana. |
| Treviso-Motta di Livenza-Portogruaro                                                                                                  | 9 febbraio 2000            | 52,4                                       | Servizio merci dal 9 febbraio 2000. Anche servizio viaggiatori, dal 24 settembre 2000. Secondo Voltan, Nascimbene, Pautasso, 80 anni, p. 71, inaugurazione avvenuta il 28 febbraio 2000. |
| Roma Trastevere-Cesano di Roma-Bracciano-Capranica Sutri-Viterbo Porta Fiorentina                                                     | 28 maggio 2000             | 87,5                                       | Attivazione dell'elettrificazione contestualmente al raddoppio dei binari tra Roma S. Pietro e Cesano di Roma. Il tronco Roma Trastevere-Roma San Pietro, a quattro binari, è comune alla Roma-Civitavecchia. |
| Ugovizza Valbruna-Tarvisio Boscoverde-Confine di Stato                                                                                | 26 novembre 2000           | 11                                         | Completamento della nuova Pontebbana. Inaugurazione ufficiale dell'intera linea il 6 dicembre 2000. Collegamento tra la rete italiana e la rete austriaca (confine dei due sistemi di alimentazione nella stazione di Tarvisio Boscoverde). |
| Mantova-Nogara-Monselice | ... giugno 2001            | 85                                         | Attivazione solo per il traffico merci. Dopo alcuni mesi anche per il traffico viaggiatori.. |
| Rocca d'Evandro-Venafro | 10 giugno 2001             | 14,5                                       | Attivazione nuova linea per permettere il collegamento diretto Roma-Campobasso. |
| Ortona-Casalbordino | ... giugno 2001            | 27                                         | Variante di tracciato della linea adriatica. |
| Vignale (Novara)-Borgomanero-Gozzano-Omegna-Cuzzago-Premosello-Villadossola-Domodossola                                               | 11 giugno 2001             | 87                                         | |
| Ospedaletti-P.P. San Lorenzo | 30 settembre 2001          | 23,65                                      | Variante di tracciato della linea litoranea ligure. Attivazione informale dell'esercizio in trazione elettrica: 27 settembre 2001. Secondo Voltan, Nascimbene,Ppautasso, 80 anni, p. 71, inaugurazione avvenuta il 27 settembre 2001. |
| Piraineto-Aeroporto Punta Raisi | 5 ottobre 2001             | 5,35                                       | Nuovo tronco, collegato alla preesistente linea Palermo-Trapani nell'ex bivio Punta Raisi, trasformato nella nuova stazione di Piraineto. |
| Milano Lambrate-Pioltello Limito | 24 novembre 2001           | 8,6                                        | Quadruplicamento d'un tronco preesistente. |
| Messina-Villafranca Tirrena | 25 novembre 2001           | 12,62                                      | Variante di tracciato della linea Palermo-Messina. |
| Castelvetro Piacentino-Piacenza | 21 dicembre 2001           | 25                                         | Tronco della linea Cremona-Piacenza. |
| Tavernelle Emilia-San Giovanni in Persiceto                                                                                           | 24 febbraio 2002           | 5,5                                        | Variante di tracciato della linea Bologna-Verona. |
| Bivio Nola-Nola Interporto | 30 marzo 2002              | 1,804                                      | |
| Milano Porta Venezia-Piazzale Dateo                                                                                                   | 4 luglio 2002              | 1,314                                      | Passante di Milano. Inizio non ufficiale dell'esercizio: 30 giugno 2002. |
| Teramo-Giulianova | 24 giugno 2003             | 26                                         | Secondo Voltan, Nascimbene, Pautasso, 80 anni, p. 71, inaugurazione avvenuta l'11 ottobre 2003. |
| Venafro-Roccaravindola | 13 novembre 2003           | 7,496                                      | |
| Piraineto-Cinisi-Terrasini | 14 novembre 2003           | 6,304                                      | Tronco della linea Palermo-Trapani. |
| Castelfranco Veneto-Bassano del Grappa                                                                                                | 14 novembre 2003           | 20                                         | Tronco della linea Venezia-Primolano-Levico Terme-Trento. Secondo Voltan, Nascimbene, Pautasso, 80 anni, p. 71, inaugurazione avvenuta il 14 dicembre 2003. |
| Pisa-Collesalvetti-Vada | 7 aprile 2004.             | 44,064                                     | Itinerario alternativo alla preesistente linea Pisa-Livorno-Vada. |
| Nasisi (Taranto)-Brindisi | 13 luglio 2004             | 70                                         | Secondo Voltan, Nascimbene, Pautasso, 80 anni, p. 71, inaugurazione avvenuta il 12 dicembre 2004. |
| Piazzale Dateo-Vittoria Passante Sotterraneo                                                                                          | 12 dicembre 2004           | 1,2                                        | Nuovo tronco del Passante di Milano. |
| Vittoria Passante Sotterraneo-Bivio Lambro                                                                                            | 12 dicembre 2004           | 3,16                                       | Ultimo tronco del Passante di Milano. Attivazione del Bivio Lambro: 9 dicembre 2004. |
| Bretella di Sesto Calende | 30 dicembre 2004           | ?                                          | Nuovo itinerario interno alla stazione di Sesto Calende, funzionale all'itinerario alternativo Luino-Sesto Calende-Somma Lombardo-Gallarate. |
| Bivio Sordio-Tavazzano | 29 maggio 2005             | 4                                          | Interconnessione Melegnano tra la rete preesistente e il primo tronco delle nuova linea AV Milano-Bologna. Attivazione non ufficiale: 19 aprile 2005. |
| Rosarno-PM San Ferdinanado | 30 dicembre 2005           | 4,809                                      | Raccordo tra la dorsale tirrenica e gli impianti ferroviari del porto di Gioia Tauro. |
| Bivio Terme Vigliatore-Patti-San Pietro Patti                                                                                         | 21 febbraio 2006           | 17,95                                      | Variante di tracciato della linea Messina-Palermo. |
| Pioltello di Limito-Melzo Scalo | 1º aprile 2006             | 6,68                                       | Affiancamento della nuova linea AV alla linea storica. |
| Lavino-Castelfranco Emilia | 11 settembre 2006          | 15,486                                     | Primo tronco della nuova linea AV Milano-Bologna. |
| Roma Termini-P.M. Salone | 16 ottobre 2006            | 6,8                                        | Primo tronco della nuova linea AV Roma-Napoli. |
| Padova-Venezia Mestre | 30 dicembre 2006           | 28,5                                       | Tronco della nuova linea AV Milano-Venezia. Esercizio limitato ai treni merci fino al 28 febbraio 2007. Apertura al traffico commerciale: 28 febbraio 2007. Inaugurazione ufficiale: 2 luglio 2007. |
| Chivasso-Ivrea | 10 giugno 2007             | 33                                         | Completamento dei lavori: settembre 2005. Attivazione non ufficiale: 10 luglio 2006. |
| Melzo Scalo-Treviglio | 10 giugno 2007             | 14,313                                     | Tronco della nuova linea AV Milano-Venezia. Inaugurazione ufficiale: 2 luglio 2007. |
| Milano Rogoredo-Poasco | 25 novembre 2007           | 3,505                                      | Variante della linea Milano-Genova. |
| Bivio Santa Viola (Bologna)-Lavino | 7 dicembre 2007            | 6                                          | Tronco della linea AV Milano-Bologna. |
| Interconnessione Tavazzano-Piacenza (Interconnessione Piacenza Nord)                                                                  | ... dicembre 2007          | ?                                          | Tronco della linea AV Milano-Bologna Prima corsa di prova ufficiale con le autorità politiche: 16 dicembre 2007. |
| Cernusco Lombardone-Olgiate Calco | 3 dicembre 2007            | 3,39                                       | Variante della linea Monza-Lecco. |
| Carnate Usmate-Cernusco Lombardone | 17 dicembre 2007           | 4,882                                      | Raddoppio con elettrificazione (linea Monza-Lecco). |
| Napoli Centrale-Bivio Sarno (LMV) | 20 dicembre 2007           | 37,535                                     | Attivazione nuova linea AV Napoli-Salerno (via a monte del Vesuvio). |
| Dev. Dir. Napoli Afragola-Dev. Dir. P.M. Casoria                                                                                      | 13 ottobre 2013            | 4,288                                      | Attivazione nuova bretella a doppio binario di collegamento tra le linee Roma-Napoli (AV) e Napoli-Salerno (LMV) per consentire il bypass della stazione di Napoli Centrale. |
| Bretella di Cervaro | 26 giugno 2015             | 1,566                                      | Attivazione bretella a semplice binario di collegamento tra le linee Napoli-Foggia e Adriatica per consentire il bypass della stazione di Foggia. |
| Valle Aurelia-Vigna Clara | 15 luglio 2016             | 7,383                                      | Attivazione tratto a semplice binario facente parte dell'anello ferroviario di Roma. |
| P.P. San Lorenzo-Andora | 11 dicembre 2016           | 18,825                                     | Prolungamento della variante di tracciato della linea litoranea ligure. |
| Lascari-P.P. Ogliastrillo | 17 settembre 2017          | 5,893                                      | Attivazione variante di tracciato a semplice binario della linea Palermo-Messina. Il binario di raddoppio è poi stato attivato il successivo 17 dicembre. |
| P.M. Bevera-Confine di Stato | 1 dicembre 2017            | 3,533                                      | Attivazione nuova linea internazionale a doppio binario Arcisate-Stabio. |
| Lercara Diramazione-Castronovo di Sicilia                                                                                             | 10 dicembre 2017           | 6,502                                      | Attivazione variante di tracciato a semplice binario della linea Palermo-Agrigento. |
| Bitetto-Bari Parco Nord | 26 luglio 2020             | 10,035                                     | Attivazione raddoppio in variante di tracciato della linea Bari-Taranto. |
| Camposampiero-Cittadella-Bassano del Grappa                                                                                           | 30 ottobre 2020            | 29,115                                     | |
| Castelfranco-Montebelluna | 30 novembre 2020           | 16,315                                     | |
| Conegliano-Ponte nelle Alpi-Belluno                                                                                                   | 23 maggio 2021             | 47,569                                     | |
| Santhià-Biella | 12 giugno 2022             | 26,724                                     | |
| Roccaravindola-Isernia | 10 dicembre 2023           | 17,519                                     | |
| Bari-Bitritto | 30 dicembre 2023           | 9,284                                      | Attivazione nuova linea. |
| Torino Rebaudengo Fossata-Venaria Reale                                                                                               | 1 gennaio 2024             | 6,366                                      | Attivazione variante in galleria per il collegamento col Passante ferroviario di Torino contestualmente al passaggio di gestione della linea da GTT a RFI. |
| Codola-Mercato S. Severino Mercato S. Severino-Salerno                                                                                | 7 aprile 2024              | 8,262 17,627                               | |
| Città di Castello-Perugia P.S.G.-Perugia S. Anna                                                                                      | 15 dicembre 2024           | 52,214 5,187                               | Attivazione elettrificazione da parte del nuovo gestore nazionale RFI subentrato al precedente UM. |
| Bivio Corvi-Bivio Polcevera | 02 agosto 2025             | 3,519                                      | Attivazione tecnica prolungamento Bretella di Prà/Voltri a doppio binario tramite la nuova galleria Polcevera. |

### Riferimenti
1. ↑  Voltan e Nascimbene, 2006, p. 7.
2. ↑  Voltan e Nascimbene, 2006, p. 5.
3. ↑  Corbellini, 1955, pp. 347-348.
4. 1 2 3 4 5 6 7 8 9 10 11 12 13 14 15 16 17 18 19 20 21 22 23 24 25 26 27 28 29 30 31 32 33 34 35 36 37 38 39 40 41 42 43 44 45 46 47 48 49 50 51 52 53 54 55 56 57 58 59 60 61 62 63 64 65 66 67 68 69 70 71 72 73 74 75 76 77 78 79 80 81 82 83 84 85 86 87 88 89 90 91 92 93 94 95 96 97 98 99 100 101 102 103 104 105 106 107 108 109 110 111 112 113 114 115 116 117 118 119 120 121 122 123 124 125 126 127 128 129 130 131 132 133 134 135 136 137 138 139 140 141 142 143 144 145 146 147 148 149 150 151 152 153 154 155 156 157 158 159 160 161 162 163 164 165 166 167 168 169 170 171 172 173 174 175 176 177 178 179 180 181 182 183 184 185 186 187 188 189 190 191 192 193 194 195 196 197 198 199 200 201 202 203 204 205 206 207 208 209 210 211 212 213 214 215 216 217 218 219 220 221 222 223 224 225 226 227 228 229 230 231 232 233 234 235 236 237 238 239 240 241 242 243 244 245 246 247 248 249 250 251 252 253 254 255 256 257 258 259  Rolle e Nascimbene, 1999, p. 25.
5. 1 2 3 4 5 6 7 8 9 10 11 12 13 14 15 16 17 18 19 20 21 22 23 24 25 26 27 28 29 30 31 32 33 34 35 36 37 38 39 40 41 42 43 44 45 46 47 48 49 50 51 52 53 54 55 56 57 58 59 60 61 62 63 64 65 66 67 68 69 70 71 72 73 74 75 76  Guidi Buffarini, 2003, p. 792.
6. ↑  Voltan e Nascimbene, 2006, pp. 9-11.
7. 1 2 3 4 5 6 7 8 9 10 11 12 13 14  Cornolò, 2008, p. 495.
8. 1 2  Voltan e Nascimbene, 2006, p. 11.
9. 1 2 3 4 5 6 7 8 9 10 11 12 13 14 15 16 17 18 19 20 21 22 23 24 25 26 27 28 29 30 31 32 33 34 35 36 37 38 39 40  Voltan e Nascimbene, 2006, p. 21.
10. 1 2 3 4 5 6 7 8 9 10 11 12 13 14 15 16 17 18 19 20 21 22 23 24 25 26 27 28 29 30 31 32 33 34 35 36  Cornolò, 2008, p. 496.
11. 1 2 3 4 5 6 7 8 9 10 11 12 13 14 15 16 17 18 19 20 21 22 23 24 25 26 27 28 29 30 31 32 33 34 35 36 37 38 39 40 41 42 43 44 45 46 47 48 49 50 51 52 53 54 55 56 57 58 59 60 61 62 63 64  Voltan e Nascimbene, 2006, p. 37.
12. 1 2 3 4 5 6 7 8 9 10 11 12 13 14 15 16 17 18 19 20  Cornolò, 2008, p. 497.
13. 1 2 3 4 5 6  Voltan e Nascimbene, 2006, p. 35.
14. 1 2 3 4 5 6 7 8 9 10 11 12 13 14 15 16 17 18 19 20  Cornolò, 2008, p. 498.
15. 1 2 3 4 5 6 7 8 9 10 11 12 13 14 15 16 17 18 19 20 21 22 23 24 25 26 27 28 29 30 31  Cornolò, 2008, p. 499.
16. 1 2 3 4 5 6 7 8 9 10 11 12 13 14 15 16 17 18 19 20 21 22 23 24 25 26 27 28 29 30 31 32 33 34 35 36 37 38 39 40 41 42 43 44 45 46 47 48 49 50 51 52 53 54 55 56 57 58 59 60 61 62 63 64 65 66 67 68 69 70 71 72 73 74 75 76 77 78 79 80 81 82 83 84 85 86 87 88 89 90 91 92 93 94 95 96 97 98 99 100 101 102 103 104 105 106 107 108 109 110 111 112 113 114 115 116 117 118 119 120 121 122 123 124 125 126 127 128 129 130 131 132 133 134 135 136 137 138 139 140 141 142 143 144 145 146 147 148 149 150 151 152 153 154 155 156 157 158 159 160 161 162 163 164 165 166 167 168 169 170 171 172  Guidi Buffarini, 2003, p. 793.
17. 1 2 3 4 5 6 7 8 9 10 11 12 13 14 15 16 17 18 19 20 21 22 23 24 25 26 27 28 29 30 31 32 33  Cornolò, 2008, p. 500.
18. 1 2 3 4 5 6 7 8 9 10 11 12 13 14 15 16 17 18 19 20 21 22 23 24 25 26 27 28 29 30 31 32 33 34 35 36 37 38 39 40 41 42 43 44 45 46 47 48 49 50 51 52  Voltan e Nascimbene, 2006, p. 51.
19. 1 2 3 4 5 6 7 8 9 10 11 12 13 14 15 16 17 18 19 20 21 22 23 24 25 26 27 28 29 30 31 32 33 34 35 36 37 38 39 40  Cornolò, 2008, 501.
20. 1 2 3 4 5 6 7 8 9 10 11 12 13 14 15 16 17 18 19 20 21 22 23 24 25 26 27 28 29 30 31 32 33 34 35 36 37 38 39  Cornolò, 2008, p. 502.
21. 1 2 3 4 5 6 7 8 9 10 11 12 13 14 15 16 17 18 19 20 21 22 23 24 25 26 27 28 29 30 31 32 33  Cornolò, 2008, p. 503.
22. 1 2 3 4 5 6 7 8 9 10 11 12 13 14 15 16 17 18 19 20 21 22 23 24 25 26 27 28 29 30 31 32 33 34 35 36 37 38  Cornolò, 2008, p. 504.
23. 1 2 3 4 5 6 7 8 9 10 11 12 13 14 15 16 17 18 19 20 21 22 23 24 25 26 27 28 29 30  Voltan e Nascimbene, 2006, p. 61.
24. 1 2 3 4 5 6 7 8 9 10 11 12 13 14 15 16 17 18 19 20 21 22 23 24 25 26 27 28 29 30 31 32 33 34 35 36 37 38 39 40 41 42 43  Cornolò, 2008, p. 505.
25. 1 2 3 4 5 6 7 8 9 10 11 12 13 14 15 16 17 18 19 20 21 22 23 24 25 26 27 28 29 30 31 32 33 34  Voltan e Nascimbene, 2006, p. 71.
26. 1 2 3 4 5 6 7 8 9 10 11 12 13 14 15 16 17 18 19 20 21 22 23 24 25 26 27 28 29 30 31 32 33 34 35 36 37 38 39 40 41 42 43 44 45 46 47 48 49 50  Cornolò, 2008, 506.
27. 1 2 3 4 5 6 7 8 9 10 11 12 13 14 15 16 17 18 19 20 21 22 23 24 25 26 27 28 29  Cornolò, 2008, 507.
28. 1 2 3 4 5 6 7 8 9 10 11 12 13 14 15 16 17 18 19 20 21 22 23 24 25 26 27 28 29 30  Cornolò, 2008, p. 508.
29. ↑   Ferrovie.it - LMV: il triangolo è completo, su Ferrovie.it. URL consultato il 18 novembre 2021.
30. ↑   «Baffo» di Cervaro dal 5 luglio L'ad di Fs Elia a Bari il 12 giugno, su Corriere della Sera, 6 giugno 2015. URL consultato il 16 novembre 2021.
31. ↑  RFI - CT RM 11/2016
32. ↑  RFI - CT PA 10/2017
33. ↑  RFI - CT PA 17/2017
34. ↑   Ferrovie.it - Attivata formalmente la linea Arcisate - Stabio, su Ferrovie.it. URL consultato il 18 novembre 2021.
35. ↑  RFI - CT PA 16/2017
36. ↑  RFI - CT BA 10/2020
37. ↑  RFI - CT VE 11/2020
38. ↑  RFI - CT VE 13/2020
39. ↑  RFI - CT VE 12/2021
40. ↑  RFI - CT TO 7/2022
41. ↑  RFI - CT NA 15/2023
42. ↑  RFI - CT BA 28/2023
43. ↑  RFI - CT TO 1/2024
44. ↑  RFI - CT NA 3/2024
45. ↑  RFI - CT AN 26/2024
46. ↑  RFI - CT GE 6/2025
47. ↑  Attivazione commerciale il 31 agosto 2025 (RFI - CT GE 8/2025).